# Holding Back the Years
Holding Back the Years is een nummer van de Britse band Simply Red. Het is de derde single van hun debuutalbum Picture Book uit 1985. Op 4 november dat jaar werd het nummer wereldwijd op single uitgebracht. Het nummer gaat over een zware tijd die zanger Mick Hucknall achter de rug heeft.

## Achtergrond
De plaat werd wereldwijd een hit en behaalde in thuisland het Verenigd Koninkrijk de 2e positie in de UK Singles Chart en de nummer 1-positie in Ierland. Ook in de Verenigde Staten bereikte de   single de nummer 1-positie in de Billboard Hot 100.
In Nederland was de plaat op zondag 17 november 1985 de 98e Speciale Aanbieding bij de KRO op Hilversum 3 en werd een hit. De plaat bereikte de 5e positie in de Nationale Hitparade en de 3e positie in de Nederlandse Top 40. In de TROS Top 50 werd géén notering behaald, aangezien 4 dagen later, op donderdag 21 november 1985, deze hitlijst voor de laatste keer op Hilversum 3 werd uitgezonden. In de Europese hitlijst op Hilversum 3, de TROS Europarade, werd de 40e positie bereikt.
Ook in België werd de single een hit en bereikte de 8e positie in zowel de voorloper van de Vlaamse Ultratop 50 als de Vlaamse Radio 2 Top 30. In Wallonië werd géén notering behaald.
Sinds de allereerste editie in december 1999 staat de plaat onafgebroken genoteerd in de jaarlijkse NPO Radio 2 Top 2000 van de Nederlandse publieke radiozender NPO Radio 2, met als hoogste notering een 319e positie in 2003.

## NPO Radio 2 Top 2000
| Nummer met noteringen in de NPO Radio 2 Top 2000 | '99 | '00 | '01 | '02 | '03 | '04 | '05 | '06 | '07 | '08 | '09 | '10 | '11 | '12 | '13 | '14 | '15 | '16 | '17 | '18 | '19 | '20 | '21 | '22 | '23 | '24 |
| ------------------------------------------------ | --- | --- | --- | --- | --- | --- | --- | --- | --- | --- | --- | --- | --- | --- | --- | --- | --- | --- | --- | --- | --- | --- | --- | --- | --- | --- |
| Holding Back the Years                           | 435 | 465 | 569 | 661 | 319 | 408 | 379 | 454 | 633 | 446 | 378 | 363 | 357 | 451 | 478 | 404 | 451 | 449 | 503 | 538 | 572 | 602 | 621 | 705 | 678 | 671 |

1. ↑  Een vetgedrukt getal geeft de hoogste notering aan.